# Gruby Dávid
Gruby Dávid (Kiskér, Bács vármegye, 1810. augusztus 20. – Párizs, 1898. november 14.) orvos, a bakteriológia és a mikroszkópi fényképezés előfutára.

## Élete
A középiskolát Pesten, a piaristáknál végezte. A pesti Tudományegyetemen, majd a bécsi egyetem orvoskarán folytatta tanulmányait. 1839-ben ott avatták orvosdoktorrá és szemészmesterré. 1840-ben jelent meg első tudományos műve latin nyelven, A kóros elváltozások mikroszkópos megfigyelése címen. Ez egyúttal a legelső magyar munka, amely mikroszkópi vizsgálattal foglalkozik.
Elhagyva Bécset Franciaországban, az alforti állatorvosi főiskolán folytatta kísérleteit. Saját szerkesztésű mikroszkópjával neki sikerült először mikrofotográfiákat készíteni. (Hagyatékában 15000 mikroszkópos készítményt és 3000 fényképklisét találtak.) Vizsgálataival a véglények elismert szakértője lett. A kóroktani irány kezdeményezője volt; felfedezett néhány bőrbetegséget okozó gombát, és egy mikroorganizmust, amelynek csoportjából ötven év múlva az álomkór kórokozóját írták le. 1856-ban a párizsi Montmartre-on állította fel laboratóriumát, ahol a természeti jelenségek és a betegségek közti összefüggés vizsgálata céljából meteorológiai és csillagvizsgáló intézetet hozott létre. Az obszervatórium havi közlönyt is megjelentetett.

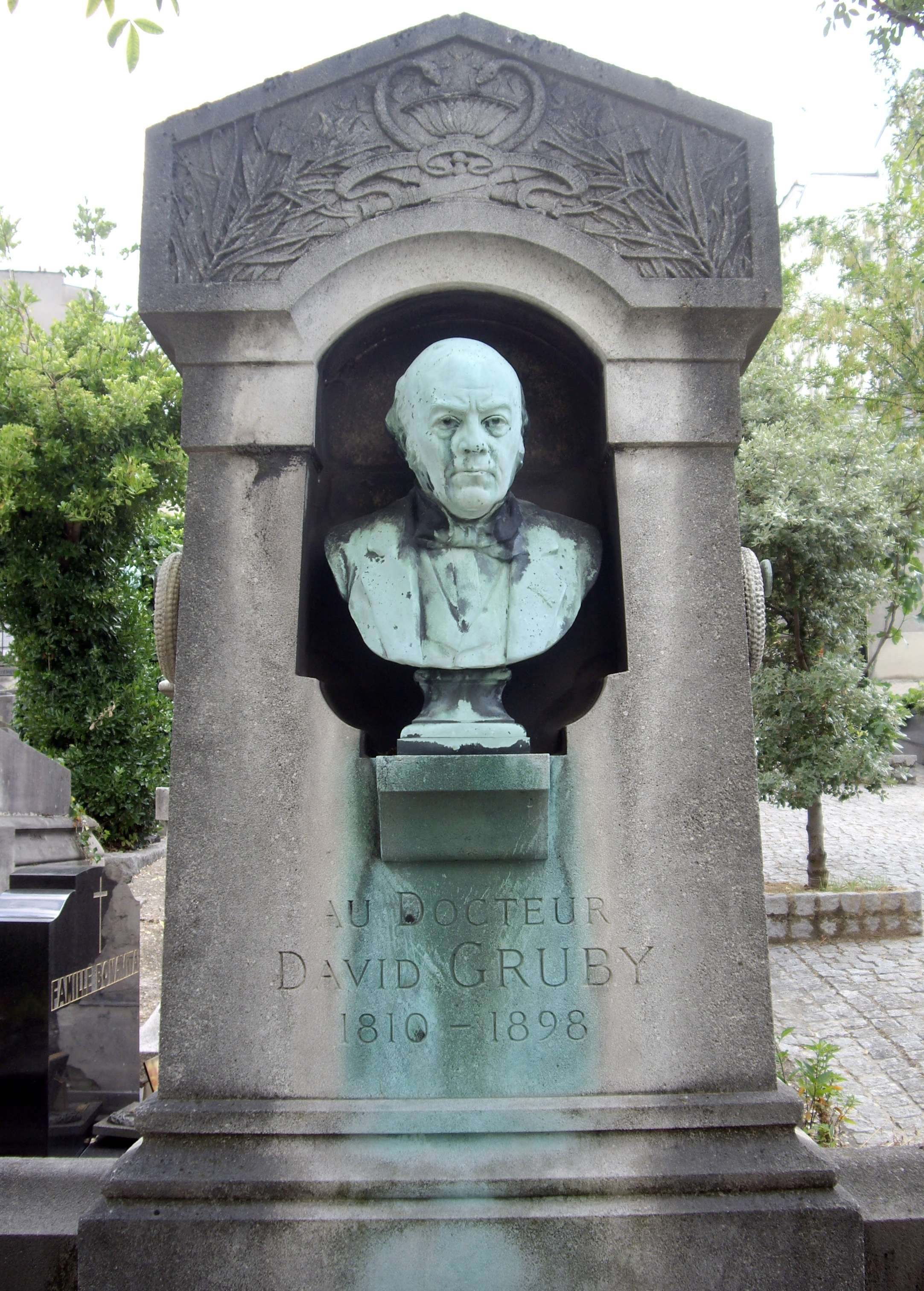
Mellszobra a Montmartre-i Szent Vince temetőben.

Életének második felében gyakorló orvosként tevékenykedett Párizsban, olyan világhírességek háziorvosaként és barátjaként, mint Heinrich Heine, Frédéric Chopin, Georg Sand, Charles Gounod, Honoré de Balzac, a két Dumas, Flammarion, Liszt Ferenc, Munkácsy Mihály, Zichy Mihály és mások. Gyakran hívták III. Napóleon udvarába és Angliába is. Az 1870–71-es német-francia háború idején negyvenágyas kórházat és ambulanciát rendezett be, ahol egymaga látta el a sebesülteket. Foglalkozott a sebesültszállító kocsik fejlesztésével is.
1890 augusztusában a francia Becsületrend lovagi fokozatát nyerte el.

## Művei
- Observationes microscopicae ad morphologiam pathologicam (A kóros elváltozások mikroszkópos megfigyelései). 1840.
- Morphologia Fluidorum pathologicorum. Vindobonae, 1840.
- Societés matérial de secours pour les blessés militaires. (Exposition de 1878.) Paris, 1884.